# Жустаутас, Хенрикас
Хенрикас Жустаутас (лит. Henrikas Žustautas; род. 13 июля 1994, Плунге) — литовский гребец-каноист, выступает за сборную Литвы начиная с 2015 года. Участник летних Олимпийских игр в Рио-де-Жанейро, чемпион Европейских игр в Баку, чемпион Европы, призёр чемпионатов мира и Европы, победитель многих регат национального и международного значения, многократный чемпион Литвы в одиночках, двойках и четвёрках.

## Биография
Хенрикас Жустаутас родился 13 июля 1994 года.
Впервые заявил о себе в 2014 году, одержав победу на молодёжном чемпионате мира в венгерском Сегеде — в зачёте одиночных каноэ на дистанции 200 метров. Год спустя повторил это достижение на аналогичных соревнованиях в португальском Монтемор-у-Велью.
Первого серьёзного успеха на взрослом международном уровне добился в сезоне 2015 года, когда вошёл в основной состав литовской национальной сборной и побывал на первых Европейских играх в Баку, где обогнал в одиночной двухсотметровой дисциплине всех своих соперников и завоевал тем самым золото.
В 2016 году выступил на чемпионате Европы в Москве, откуда привёз награду серебряного достоинства, выигранную в одиночках на двухстах метрах — в решающем финальном заезде уступил только россиянину Андрею Крайтеру.
Благодаря череде удачных выступлений Жустаутас удостоился права защищать честь страны на летних Олимпийских играх в Рио-де-Жанейро. В своей коронной дисциплине С-1 200 м со второго места квалифицировался на предварительном этапе, но затем на стадии полуфиналов финишировал лишь шестым и попал в утешительный финал «Б», где впоследствии занял третье место. Таким образом, в итоговом протоколе соревнований Хенрикас Жустаутас расположился на одиннадцатой позиции.
В 2017 году награждён рыцарским крестом ордена «За заслуги перед Литвой». Окончил Литовский университет образовательных наук.